# Jarosław Fojut
Jarosław Fojut (Legionowo, 1987. október 17. –) lengyel labdarúgó, védő, jelenleg a Dundee United skót csapat játékosa. Beceneve Jarek.

## Karrierje
A lengyel játékost Angliában elnevezték  „The Butcher“-nek, ami magyarul mészárost jelent. Az angol becenév a rendkívül kemény játékstílusának eredménye. Fojut 2006-ban a Bolton Wanderers játékosaként debütált az Watford FC ellen az FA-Cup harmadik fordulójában. Az angol Premier League keretében a középhátvéd ugyancsak a Northampton Town FC ellen debütált a Luton Town FC játékosaként.
Első gólját november 27-én a Brentford elleni 2:0 győzelem alkalmával az FA Cup-ban  és ezt követően egy héttel később lőtte az első gólját az első ligában az Oldham Athletic elleni 1:1 arányú döntetlen mérkőzésen. Harmadik és egyben utolsó gólját a 2007. december 29-én a  Port Vale elleni 2:1 arányú győzelem során lőtte a Luton csapatában 
Az első csapatba négy alkalommal jutott be, a tartalék csapatnak pedig a kapitánya lett.
Fojut sok dicséretet kapott, Luton menedzserétől Kevin Blackwelltől, aki a fiatal védő játékát “kolosszálisnak” tartotta. A csapatban nem maradhatott további szerződéssel, mert a Luton valamennyi profi játékosától megkövetelték, hogy térjen vissza eredeti csapatához.
Visszatért így a Boltonhoz és még ugyanazon a nyáron egy műtéten esett át, hogy az megoldja a régóta tartó sérve problémáját. 2008. október 9-én egyhavi megbízást kapott a Stockport County csapatában az első ligában, ahol csak három meccsen tudott résztvenni a térdszalagja sérülései miatt.
2009 február 11-én három és fél évre szerződött a Śląsk Wrocław csapatához a lengyel első osztályban.

## A lengyel ifjúsági válogatott játékosa
Fojut 2004-ben vett részt a lengyel U19-es labdarúgó-válogatott csapatában az U19-es Európa-bajnokságon, Lengyelországban. 2007-ben Kanadában az U20-as lengyel válogatottban az U20-as világbajnokságon.

## Sikerei, díjai
- Lengyel nemzeti bajnokság győztese (2009)

## Fordítás
- Ez a szócikk részben vagy egészben  a   Jarosław Fojut című német Wikipédia-szócikk fordításán alapul.  Az eredeti cikk szerkesztőit annak laptörténete sorolja fel. Ez a jelzés csupán a megfogalmazás eredetét és a szerzői jogokat jelzi, nem szolgál a cikkben szereplő információk forrásmegjelöléseként.
- Ez a szócikk részben vagy egészben  a   Jarosław Fojut című angol Wikipédia-szócikk fordításán alapul.  Az eredeti cikk szerkesztőit annak laptörténete sorolja fel. Ez a jelzés csupán a megfogalmazás eredetét és a szerzői jogokat jelzi, nem szolgál a cikkben szereplő információk forrásmegjelöléseként.